# Ente nazionale di assistenza magistrale
L'Ente nazionale di assistenza magistrale (ENAM) è stato un ente pubblico italiano le cui competenze sono passate all'Istituto nazionale della previdenza sociale (INPS).
L'ENAM era stato creato con il Decreto del Capo Provvisorio dello Stato ("DCPS") n. 1346 del 21 ottobre 1947, ratificato in seguito con la legge n. 190 del 21 marzo 1953. Era un ente riservato agli insegnanti e ai direttori didattici delle scuole elementari e delle scuole materne statali. Nell'ENAM, che aveva sede a Roma, andarono a confluire l'Istituto Nazionale per gli Orfani dei Maestri Elementari e l'Istituto Nazionale di Assistenza Magistrale.
Aveva compiti assistenziali e previdenziali. Gestiva, inoltre, una cassa mutua di piccolo credito che veniva utilizzata per concedere piccoli prestiti ai propri iscritti. L'importo dei prestiti non poteva eccedere due mensilità.
L'ENAM è stato soppresso dal Governo Berlusconi IV con la legge n. 122 del 30 luglio 2010 e ne ha passato le funzioni (compresi i rapporti attivi e passivi) all'Istituto nazionale di previdenza e assistenza per i dipendenti dell'amministrazione pubblica (INPDAP), a sua volta soppresso dal Governo Monti con la legge n. 214 del 27 dicembre 2011. Le competenze, da allora, sono confluite in quelle dell'INPS.